# Simone Peter
Simone Peter (Quierschied, 3 de diciembre de 1965) es una política alemana del partido Alianza 90/Los Verdes. Desde octubre de 2013 hasta enero de 2018 fue copresidenta del partido, junto con Cem Özdemir. También fue miembro del Landtag de Sarre entre 2012 y 2013. Entre 2009 y 2012, fue Ministra del Medio Ambiente, Energía y Transporte del Sarre, en los gabinetes del exministro-presidente Peter Müller y la exministra-presidenta Annegret Kramp-Karrenbauer, ambos de la CDU.

## Vida personal
Simone Peter es hija del político socialdemócrata Brunhilde Peter, quien se desempeñó como Viceministro-Presidente del Sarre en el gabinete del ministro-presidente Oskar Lafontaine (SPD). Criada en Dillingen, Peter estudió microbiología en Saarbrücken y recibió un doctorado. Está casada y tiene un hijo, residiendo actualmente en Saarbrucken.